# Деревенский кузен
«Деревенский кузен» (англ. The Country Cousin) — короткометражный анимационный фильм из серии «Silly Symphonies» студии Walt Disney, выпущенный 31 октября 1936 года. В 1937 году мультфильм был удостоен премии «Оскар» как лучший анимационный короткометражный фильм 1936 года.
Сценарий был основан на басне Эзопа «Мышь полевая и мышь городская».

## Сюжет
Абнер получает телеграмму от своего двоюродного брата Монти, в которой тот просит его «перестать быть деревенщиной» и переехать жить к нему в город. Не уточняя местонахождение Абнера или Монти, мультфильм ставит целью противопоставить образ жизни архетипичных сельских и городских жителей.
Абнера показывают идущим вдоль железной дороги в сторону города и, когда он прибывает, становятся очевидными различия между ним и Монти. Абнер одет в комбинезон и изображается неуклюжим и не обращающим внимания на опасности города, в то время как Монти носит цилиндр и остро осознает проблемы, с которыми они сталкиваются. Монти ведёт Абнера к трапезе, которую приготовили живущие в доме люди. Две мыши начинают с того, что едят сыр, но Абнеру не хватает чувства этикета, и вскоре он начинает объедаться сельдереем, сливками и горчицей, последняя из которых вызывает реакцию на чрезмерную жару. Охлаждая себя шампанским, Абнер обнаруживает, что неравнодушен к его вкусу, и напивается, вызывая презрение Монти. Он начинает двоиться в глазах Абнера, и он создаёт еще больше шума, сбивая горку хлеба.
Затем Абнер смотрит на своё отражение в куске желе. Уходя, он поскользнулся на кусочке масла, лежащего на блюдце. Блюдце, вращаясь и пролетая через стол, настигает Монти на пути и разбивает несколько осколков посуды. Монти в ярости, и поскольку пара теперь лежит на полу, он пытается найти укромное место, безопасное от спящего домашнего кота. Пьяный Абнер, с большим чувством бравады, пинает кота, в то время как Монти мчится обратно к своей норе. Кот скалит зубы на Абнера, что только заставляет того осмотреть рот кота изнутри, тем самым приводя Абнера в чувство. Убегая от кота, Абнер сначала получает удар током из розетки, а затем выпрыгивает в окно и оказывается на городской улице.
Абнеру приходится спасаться от людей, автомобилей и трамваев. Наконец, он снова оказывается на окраине города и бежит обратно в направлении дома, решив, что городская жизнь не для него.

## Создатели
- Режиссёры: Уилфред Джексон и Дэвид Хэнд.
- Продюсер: Уолт Дисней.
- Сценарист: Ларри Клеммонс на основе басни Эзопа.
- Композитор: Ли Харлайн.
- Аниматоры: Милт Шаффер 
 Джек Ханна[англ.] 
 Лес Кларк 
 Джонни Кэннон 
 Марвин Вудворд 
 Арт Бэббит 
 Сай Янг[англ.] 
 Пол Аллен